# Parque Zoológico Caricuao
Parque Zoológico Caricuao es un zoológico de Caracas, Venezuela ubicado en la Parroquia Caricuao al suroeste de la capital. El parque fue creado por decreto N° 1.682,  de fecha 7 de marzo de 1974; sin embargo, fue a partir del 31 de julio de 1977, que es abierto al disfrute del público.
El Zoológico de Caricuao como también es conocido ocupa un área de 630 hectáreas, 594 destinadas a la protección de la fauna y flora además de conservar la cuenca hidrográfica del lugar. Las otras 36 hectáreas son las que están desarrolladas esta área está conformada por siete ambientes específicos.

## Historia
Su historia comienza en 1967 cuando el gobierno de Raúl Leoni decide transferirle los terrenos de la Hacienda Cafetalera Santa Cruz a la gobernación del entonces Distrito Federal con la finalidad de construir el zoológico más grande de la capital, cuyo nombre sería Parque Zoológico Metropolitano pero en 1974 éste pasa a ser administrado por Instituto Nacional de Parques cambiando el nombre a Parque Zoológico Caricuao abriendo sus puertas el 31 de julio de 1977.

## Ambientes
El Parque Zoológico de Caricuao, está dividido en siete ambientes distintos, en los cuales se reparten a las diferentes especies de animales en ambientes que pretenden imitar sus hábitats naturales. 
- Bosque de los Monos: En este hábitat podemos encontrar diferentes especies de monos, con la particularidad de que la mayoría son suramericanos y todos esos se encuentran al aire libre.

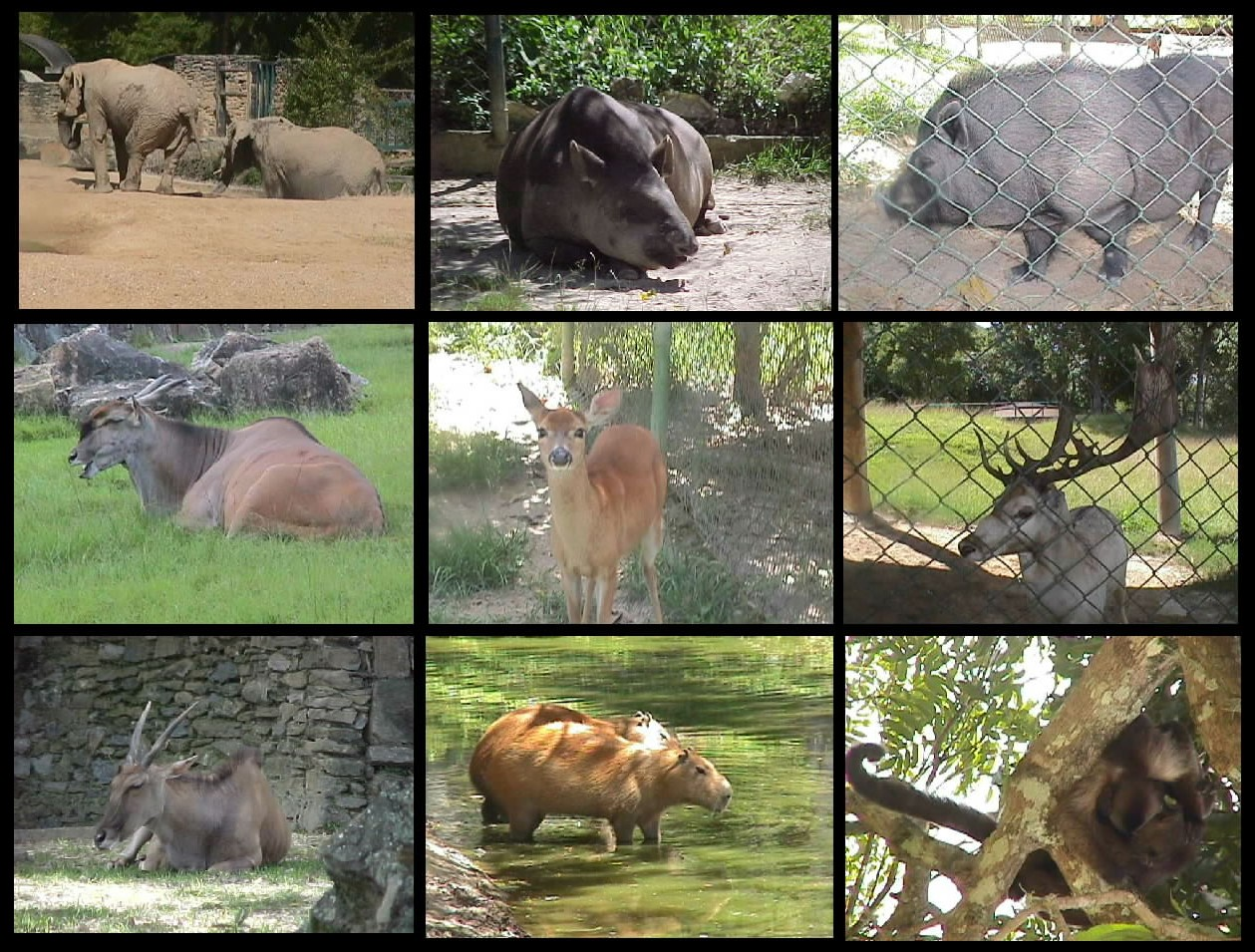
Mamíferos Zoológico de Caricuao

- Laguna de Avifauna: Hermoso ambiente en el cual se pueden observar garzas, flamencos, cisnes negros, patos carreteros, galápagos, corocoras rojas y chigüires, todos las especies habitan en grandes lagunas al aire libre.

- Planicie Africana: Zona en la cual es posible observar animales africanos como: elefantes africanos, hipopótamos, avestruces, venados y búfalos. Donde además se encuentran ruinas de lo que fue la Hacienda Santa Cruz en épocas de la colonia.

- Planicie Suramericana: Aquí se observa la presencia de criaturas tanto del continente como del país como: báquiros, llamas, caballos, guanacos, zorros y hasta dantas, entre otras especies.

- Zona de Anillos: Donde conviven caimanes de distinto origen, como el caimán del Orinoco, el caimán del Mississipi, babas, tortugas y morrocoyes, así como loros, guacamayas y pericos.

- Zona de Felinos: Área del parque donde se encuentran ubicados, leones africanos, cunaguaros, pumas, jaguares y tigres de bengala.

- Zona de Contacto: Particular zona del parque, donde las personas pueden acercarse libremente y compartir con gran cantidad de ovejas, chivos y patos, además pueden alimentarlos con comida especial a la venta en el mismo sitio.

## Vegetación

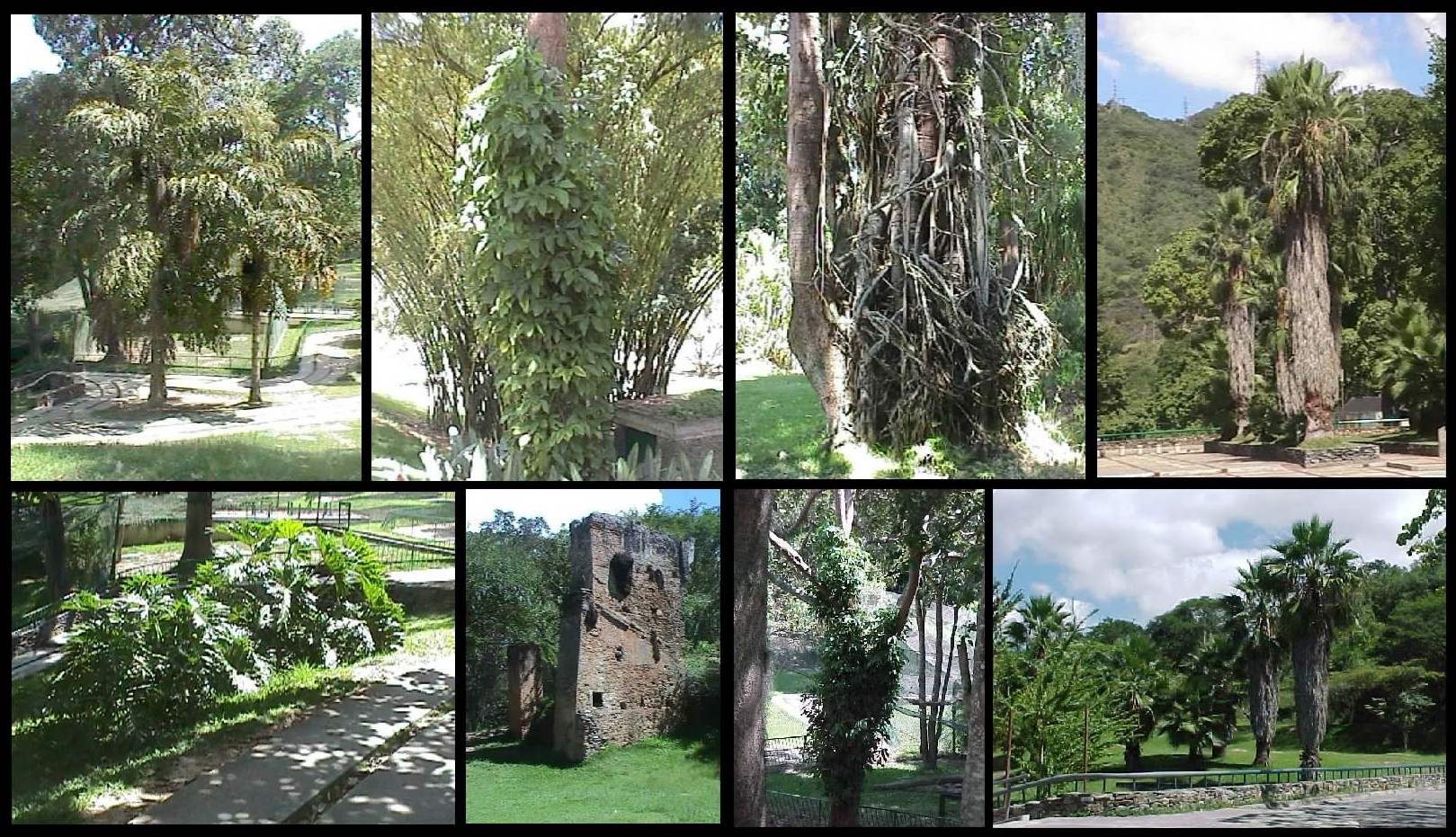
Paisajismo y vegetación del Zoológico de Caricuao

En las 630 hectáreas que conforman el Parque Zoológico de Caricuao pueden apreciarse numerosas plantas que crean una hermosa vegetación que puede diferenciarse en el bosque caducifolio, el bosque de galería y las sabanas. Infinidad de árboles, arbustos, cañas y hierbas. Además de una exhibición de hojas, raíces y tallos de diversas formas, colores y texturas. El jabillo, el apamate, el caobo y el bucare así como otras especies extranjeras provenientes de ambientes similares convierten al Parque Zoológico de Caricuao en una pequeña reserva forestal.

## Servicios
Complementando la variedad natural que ofrece, en el Parque Zoológico de Caricuao se realizan guías ambientalistas, programas de educación ambiental, investigación de la fauna y reproducción de especies en peligro de extinción, foros, charlas y talleres todo esto gracias a la función educativa del zoológico, orientada a promover la importancia, el cuidado, la protección y la conservación de los ecosistemas, además de la valoración del patrimonio nacional. Sumado a esto ofrece servicios como cafetines, restaurantes, biblioteca pública, kioskos para picnics, puestos de comida, juegos infantiles y estacionamientos.

## Conservación
El Parque Zoológico de Caricuao nace con el propósito de alcanzar los objetivos de todo zoológico moderno: la conservación, reproducción e investigación de distintas especies animales sobre todo las que se encuentren en peligro de extinción, así como la recreación y educación de sus visitantes.

## Galería

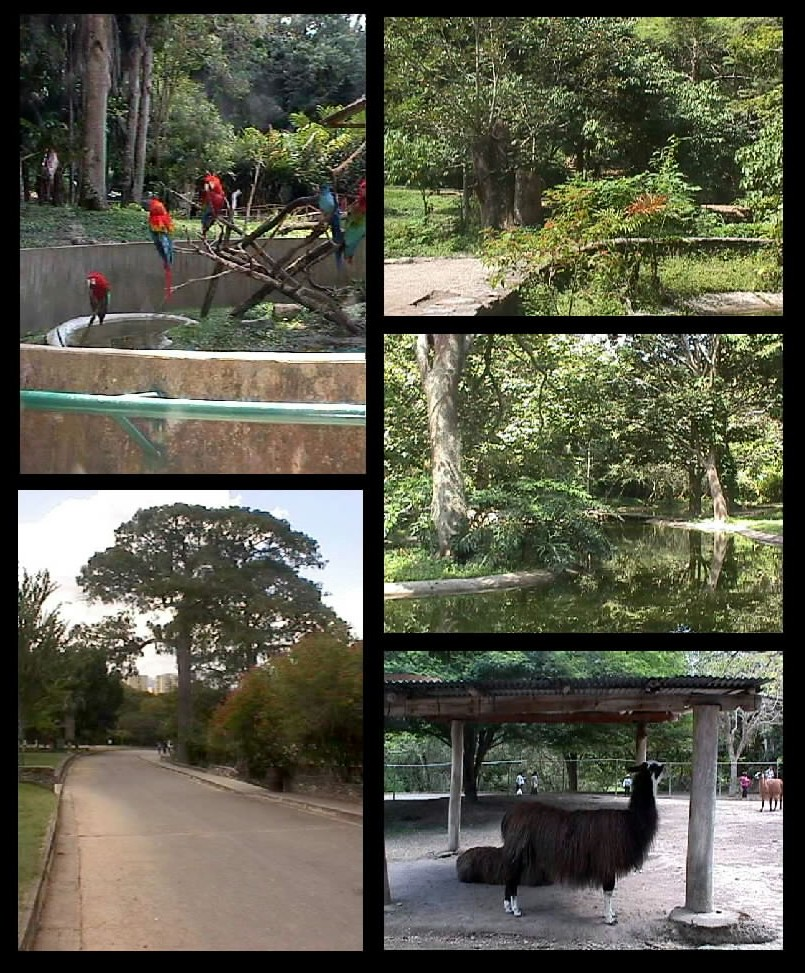
Ambientes y fauna de Zoológico de Caricuao
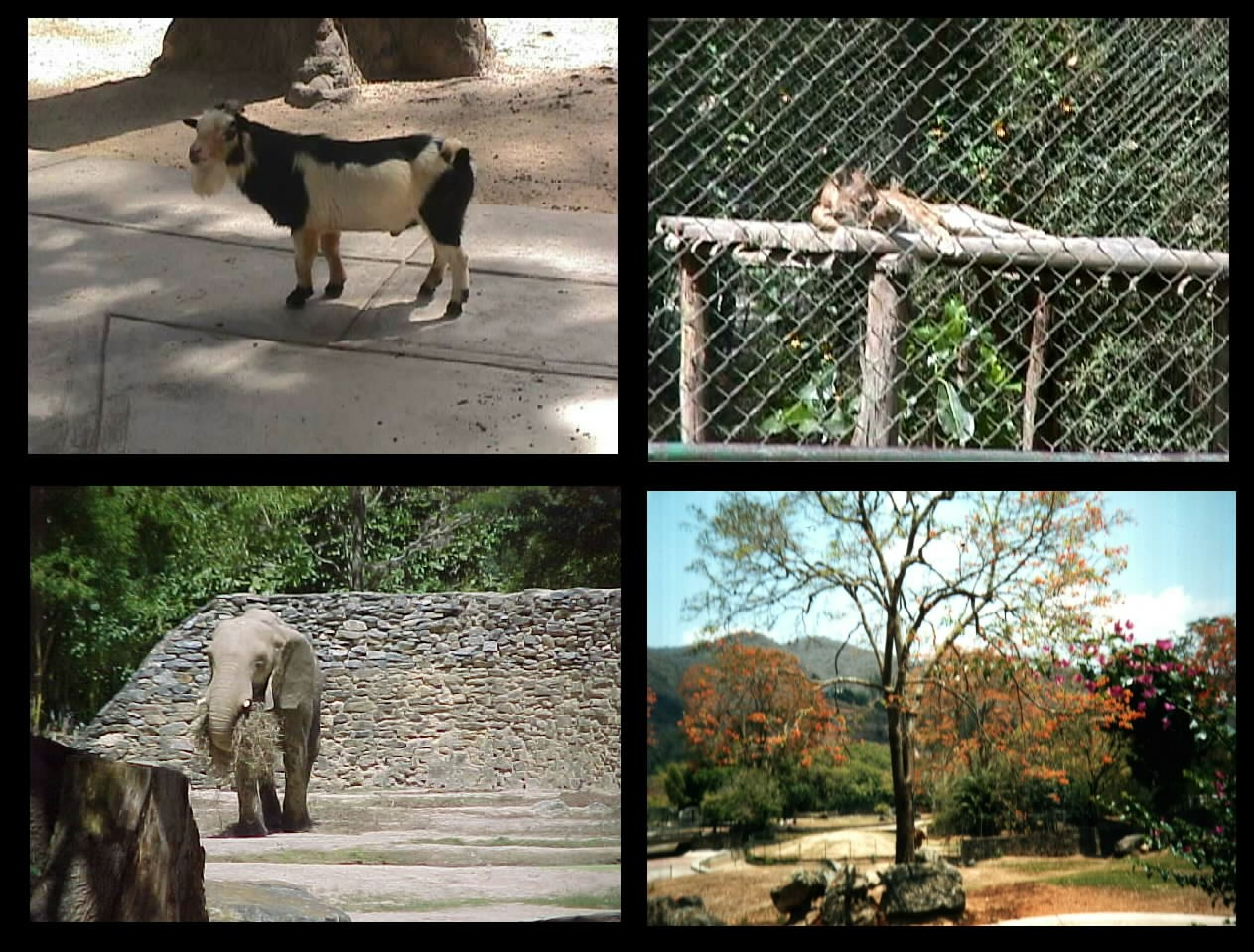
Ambientes y fauna de Zoológico de Caricuao
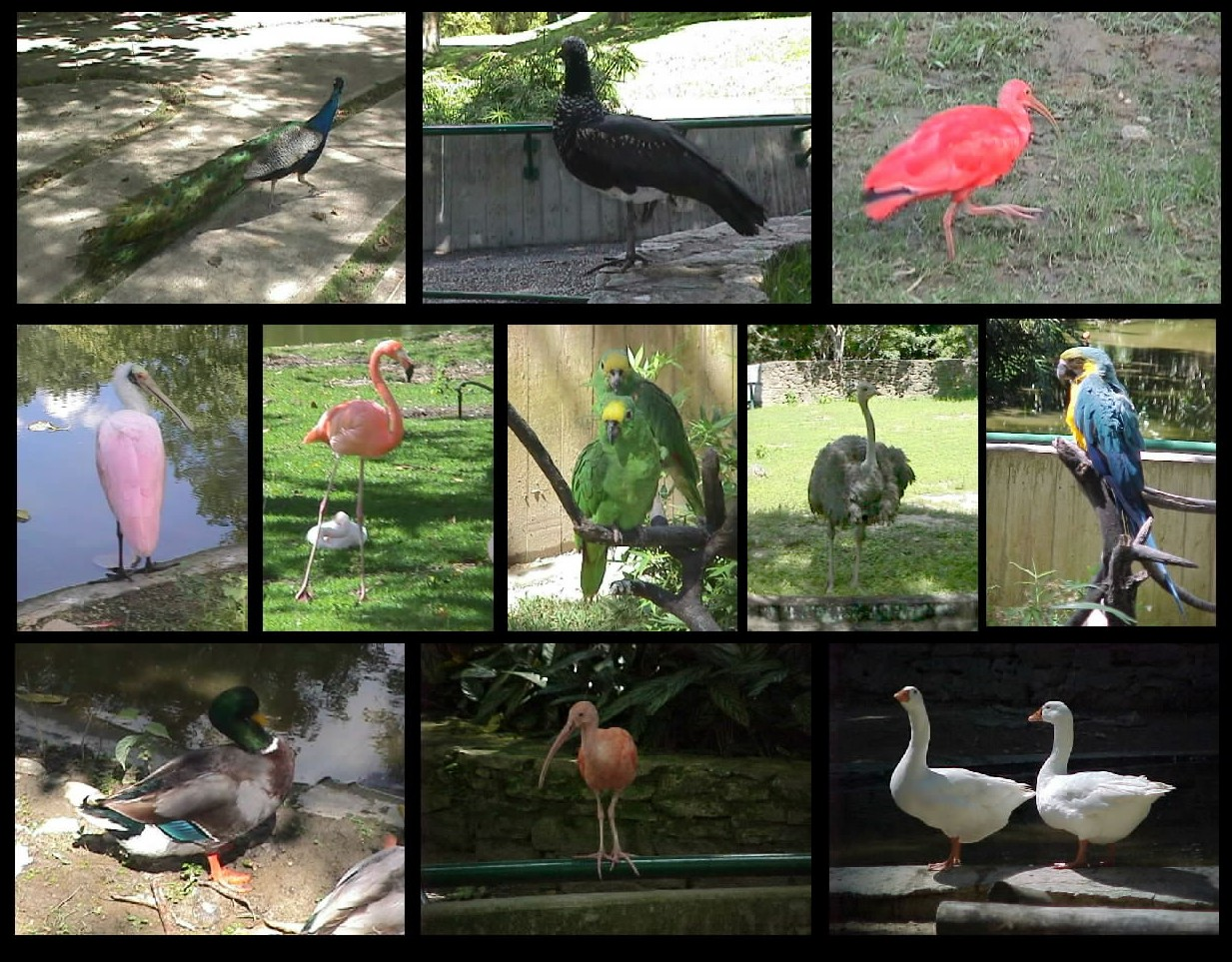
Aves Zoológico de Caricuao
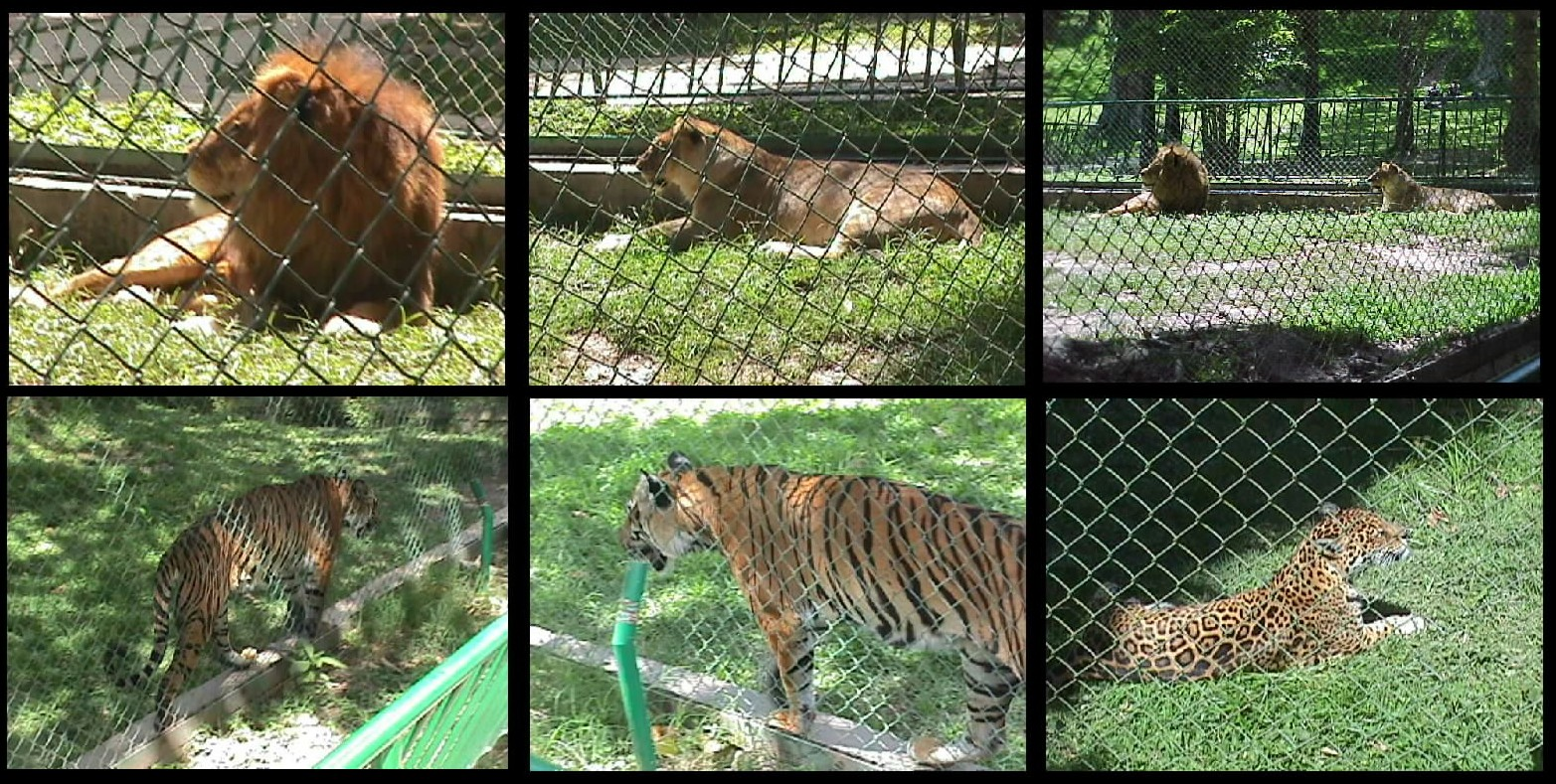
Felinos Zoológico de Caricuao
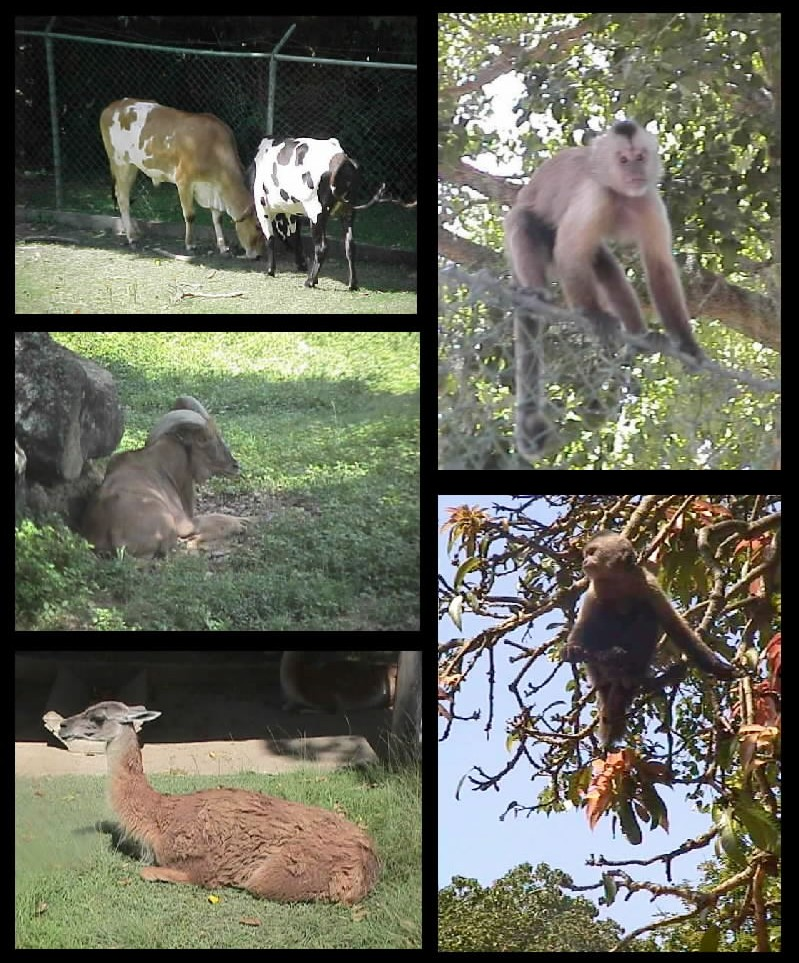
Mamíferos del Zoológico de Caricuao
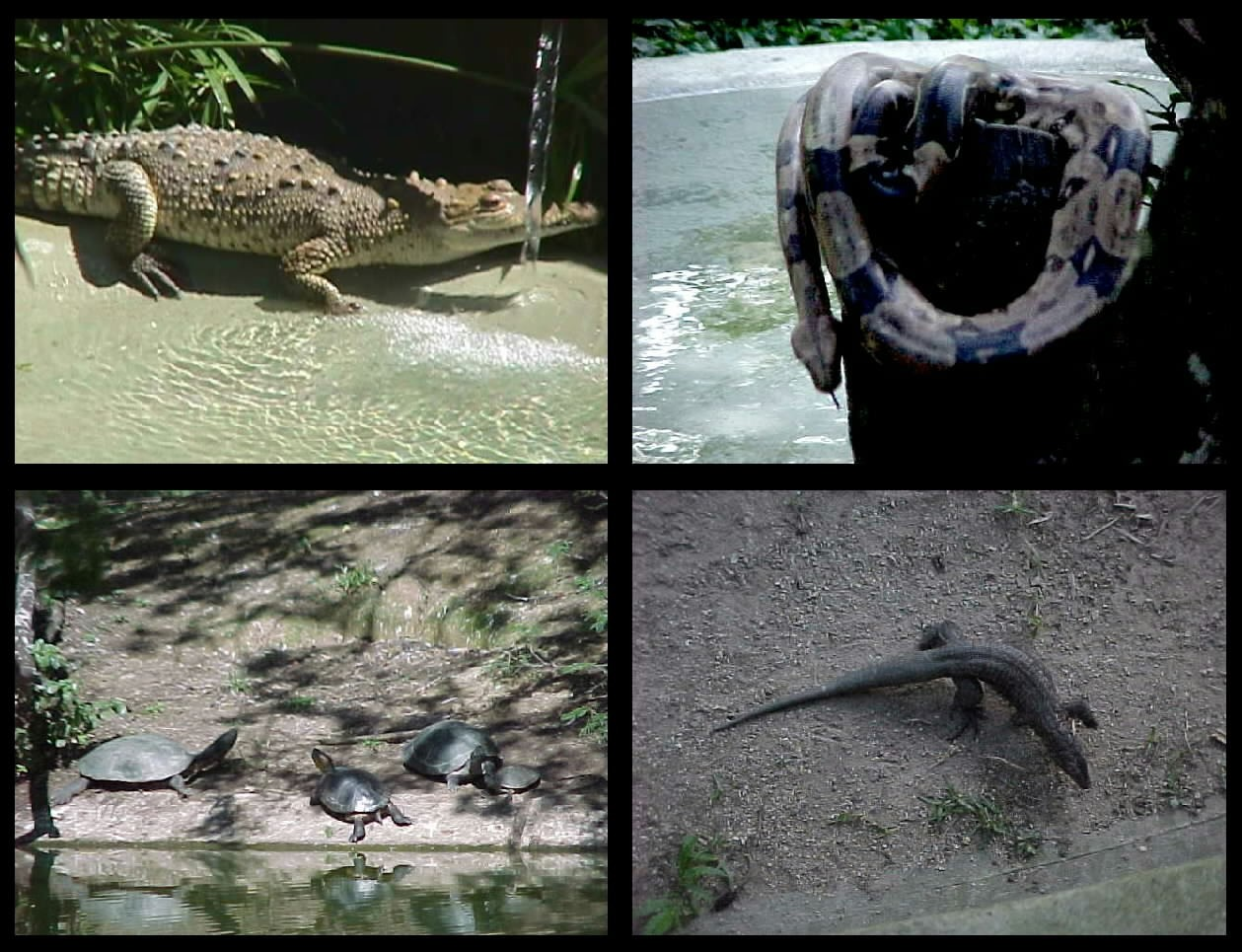
Reptiles Zoológico de Caricuao
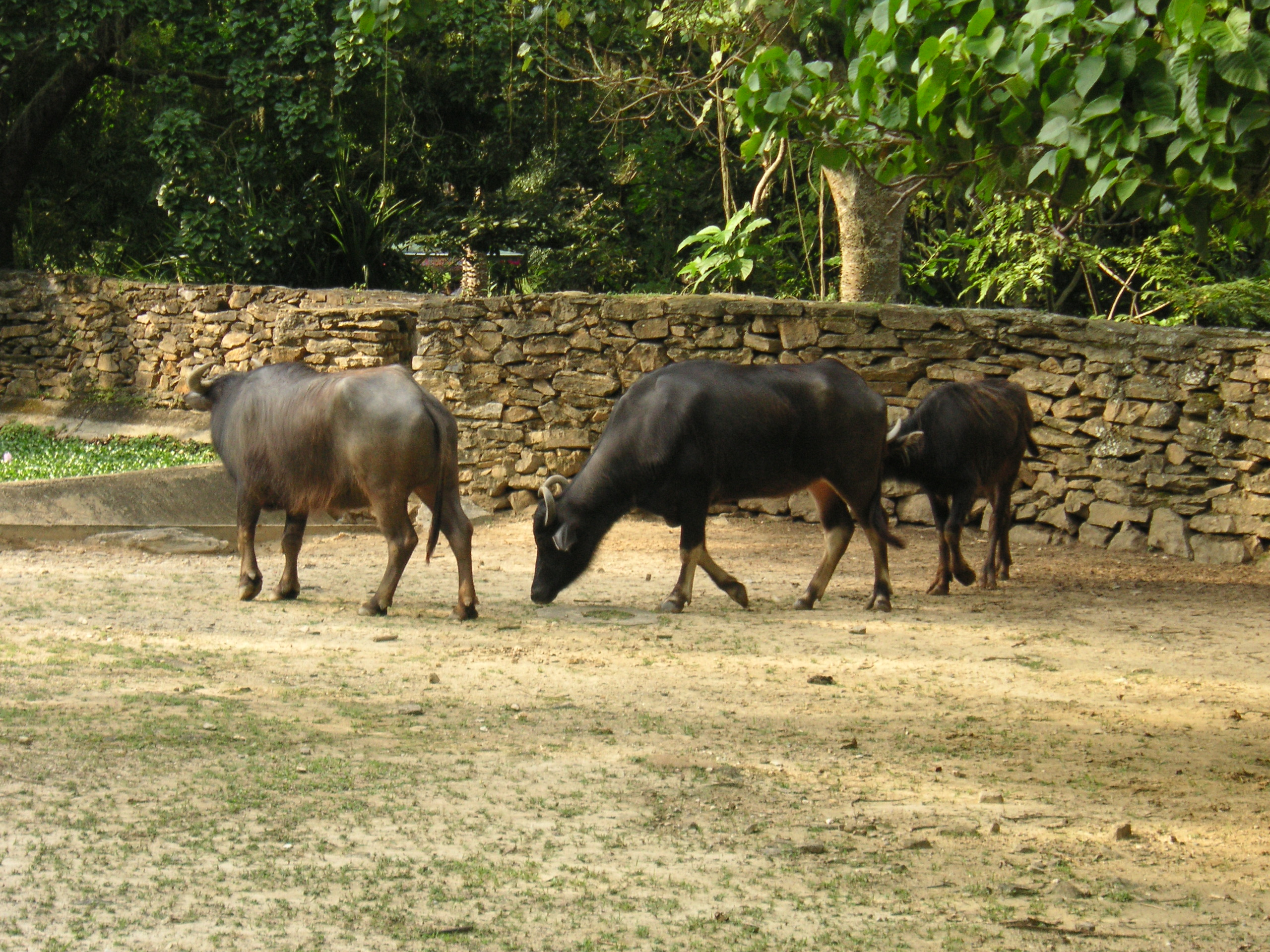
Búfalos en Zoológico de Caricuao
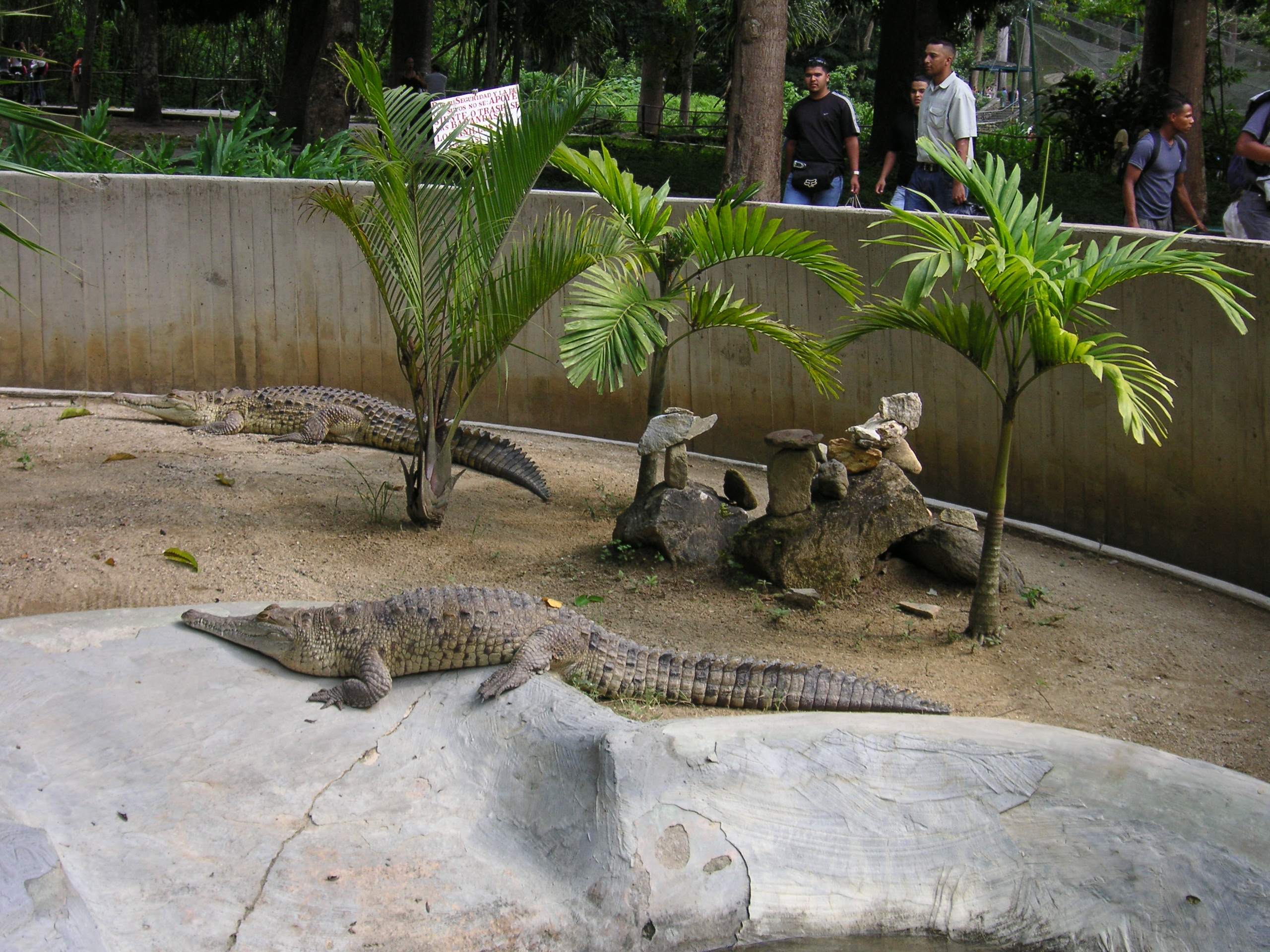
Cocodrilos en Zoológico de Caricuao